# كاسلفينيا 3: دراكولاز كورس
كاسلفينيا 3: دراكولاز كورس (بالإنجليزية: Castlevania III: Dracula's Curse)‏ ، وتسمى في النسخة اليابانية أكوماجو دينستسو (باليابانية: 悪魔城伝説) ، وتعني بالنسخة الإنجليزية كاسلفينيا 3: لعنة دراكولا ، هي لعبة إلكترونية من نوع أكشن ومنصات، أنتجت كونامي عام 1989م في اليابان وبعد عام واحد صدرت باللغة الإنجليزية، ومن ثم عام 1992م صدرت في قارة أوروبا، وهي الجزء الثالث من سلسلة كاسلفينيا.

## وصلة خارجية
- كاسلفينيا 3: دراكولاز كورس على موقع IMDb (الإنجليزية)

- كاسلفينيا 3: دراكولاز كورس على موبي غيمز